# Terrapocalypse
Pour plus de détails, voir Fiche technique et Distribution.
Terrapocalypse est un téléfilm de science-fiction réalisé par Nick Lyon et produit par The Asylum. 

## Synopsis
À la suite d’un éclair aveuglant, les gens sur Terre apprennent que leur planète a été aspirée par un trou de ver.

## Distribution
- Andrew J Katers : Colin
- Alexa Mansour : Zoey
- Tonya Kay : Nadia
- Kelcey Watson : Brennen[2]
- Jose Rosete : Alex
- Brian Krause : Danny[3]
- Evan Sloan : Jasper
- Detra Hicks : Sarah
- Kelcey Watson : Brennen
- Jose Rosete : Alex
- Gabriel Del Vecchio : Jack
- Kris Mayeshiro : Gerry
- Mark Rimer : Marty
- Jackie Moore : femme blonde[4]

## Réception critique
Earthtastrophe a obtenu le score d’audience de 22% sur Rotten Tomatoes.